# Nina Preobrażenśka
Nina Illiwna Preobrażenśka, po mężu Antoniuk (ukr. Ніна Іллівна Преображенська,. po mężu Антонюк; ros. Нина Ильинична Преображенская (Антонюк), Nina Iljiniczna Prieobrażenska (Antoniuk); ur. 16 lutego 1956 w Stawyszczach) – radziecka wioślarka narodowości ukraińskiej, srebrna medalistka olimpijska, trzykrotna medalistka mistrzostw świata.

## Życiorys
W 1980 roku wystąpiła na igrzyskach olimpijskich w Moskwie, podczas których wzięła udział w jednej konkurencji – rywalizacji ósemek ze sternikiem. Reprezentantki Związku Radzieckiego (w składzie: Olha Pywowarowa, Nina Umaneć, Nadija Pryszczepa, Walentina Żulina, Tetiana Stecenko, Ołena Terioszyna, Nina Preobrażenśka, Marija Paziun i sterniczka Nina Frołowa) zdobyły w tej konkurencji srebrny medal olimpijski, uzyskując w finale czas 3:04,29 i przegrywając z osadą z Niemieckiej Republiki Demokratycznej. 
W tej samej konkurencji wywalczyła również złoto na mistrzostwach świata w Cambridge (1978) i mistrzostwach świata w Bledzie (1979) oraz srebro mistrzostwach świata w Amsterdamie (1977). 
Za osiągnięcia sportowe w 1980 roku została wyróżniona tytułem Zasłużonego Mistrza Sportu ZSRR.